# Lobi
Die Lobi (auch Lobi-Dagara genannt) sind eine im Süden Burkina Fasos und im Norden Ghanas und der Elfenbeinküste lebende Ethnie. Ihre gleichnamige Sprache gehört zur Gruppe der Gur- oder Volta-Sprachen.
Die Lobi sind bekannt für ihre sich von den Nachbarvölkern unterscheidende Lehmbauarchitektur. Sie leben in Sukalas, von einer hohen Lehmmauer umgebenen Familienkraals. Einzelne Sukalas sind meist mindestens „einen Pfeilschuss“ voneinander entfernt. Diese Wehrhaftigkeit hat dazu geführt, dass Einflüsse durch muslimische und christliche Missionare und kulturelle Einflüsse der Nachbarvölker stärker abgewehrt wurden, als bei den meisten anderen Ethnien Westafrikas. Traditionell leben die Lobi als Bauern, früher spielte auch die Jagd eine größere Rolle, diese Wirtschaftsweise ist in der Gegenwart marginalisiert. Neben dem Nahrungserwerb stellte die Jagd auf Großwild bis hin zur Größe von Elefanten auch ein wichtiges Statussymbol der Männer dar.

## Geschichte
Die Lobi leben in Westafrika im Dreiländereck von Burkina Faso, Elfenbeinküste und Ghana. Das Hauptsiedlungsgebiet ist der Südwesten von Burkina Faso (ehemals Obervolta), wohin sie im 18. Jahrhundert aus Ghana über den Schwarzen Volta eingewandert sein sollen. Wenn in der einschlägigen Literatur von den Lobi die Rede ist, dann sind damit in der Regel nicht nur die Lobi selbst, sondern auch die ihnen benachbarten Ethnien wie Birifor, Téguessié (Thunna), Pougouli (Pwa), Dagara oder Gan gemeint, mit denen die Lobi durch Religion, Traditionen, Brauchtum und zum Teil auch durch die Sprache eng verbunden sind. Die Zusammenfassung unter dem Oberbegriff Lobi geht auf das Jahr 1898 zurück, als das Siedlungsgebiet dieser Stämme von der französischen Kolonialmacht in verwaltungstechnischer Hinsicht im „Cercle du Lobi“ zusammengefasst wurde. Seine Bewohner verweigerten lange Zeit jegliche Kooperation mit den Franzosen. Sie waren als ausgesprochen kriegerisch und aggressiv gefürchtet, nicht nur bei den Europäern, sondern auch bei ihren afrikanischen Nachbarn.

## Gesellschaftsstruktur
Die Lobi leben in einer führerlosen (akephalen) Gesellschaft ohne zentrale Autorität und übergeordnete Machtstrukturen. Diesem Gesellschaftssystem entspricht auch die Struktur der Ansiedlungen. Geschlossene Ortschaften in europäischem Sinne sind selten, die Gehöfte liegen oft mehrere hundert Meter voneinander entfernt in der Savanne. Dabei handelt es sich um Lehmkonstruktionen (oft mit Terrassen auf den Flachdächern), die von ihren Eigentümern, je nach Raumbedarf, horizontal-wabenförmig in alle Richtungen erweitert werden können. So entstehen mit der Zeit eindrucksvolle, wehrhaft wirkende „Lehmburgen“. Ihre unmittelbare Umgebung wird meistens durch mehrere Außenschreine geprägt, oft mit großen Lehmfiguren, die den verschiedenen Geistwesen (thila) gewidmet sind. Auf diesen Schreinen und in dem Schreinraum, der sich im Inneren jedes Gebäudes befindet, werden neben anderen kultischen Gegenständen auch menschengestaltige Holzfiguren (bateba) aufgestellt.

## Religion
Das religiöse Weltbild der Lobi umfasst verschiedene Kategorien übersinnlicher Wesen. Über allen schwebt der allgegenwärtige, aber unnahbare Schöpfergott thangba, der die Menschen und später auch die Tiere geschaffen hat. Aus Enttäuschung über die Missachtung seiner Gebote wandte er sich vor langer Zeit von den Lobi ab, ist seitdem unerreichbar für sie und nimmt keinen direkten Einfluss auf ihr alltägliches Leben. Daher ist er auch kein Gegenstand unmittelbarer Verehrung oder bildlicher Darstellungen. Verehrt werden dagegen sein weibliches Pendant, die fruchtbare Erde, die als Göttin der Fruchtbarkeit angesehen wird, und der, die Erde erneuernde Regen, der als Erscheinungsform des Schöpfers gilt.
Auf der Erde leben neben den Menschen verschiedene Gruppen von Geistwesen: Geister der Wildnis und die dem Lebensraum der Menschen zugewandten thila (Singular thil). Sie sollen im Auftrag des Schöpfergottes den Menschen beistehen und ihnen bei der Bewältigung von Sorgen und Problemen helfen. Insbesondere regulieren sie mit zahlreichen Geboten und Verboten das Zusammenleben in der Gemeinschaft.
Die thila sind unsichtbar. Der Kontakt zwischen ihnen und den Menschen erfolgt insbesondere über Wahrsager. Diese werden konsultiert, wenn ein Lobi sich mit einer bedrohlichen Lebenssituation konfrontiert fühlt und er dahinter übersinnliche Kräfte vermutet, z. B. Hexenzauberei oder die Sanktion eines thil, gegen dessen Gebote er verstoßen hat. Der Wahrsager wird als Ergebnis einer komplizierten und lang andauernden Prozedur seinem Klienten mitteilen, was dieser zu tun hat. Oft wird ihm auferlegt, eine menschenähnliche (anthropomorphe) Figur herzustellen oder herstellen zu lassen und diese vor dem Haus oder im Schreinraum im Inneren des Hauses aufzustellen. Diese Figuren werden in der Lobi-Sprache bateba genannt. Sie repräsentieren eine Art Geister und sollen ihren Eigentümer vor Gefahren schützen, indem sie die negativen Kräfte auf sich ziehen und unschädlich machen.

## Kunst

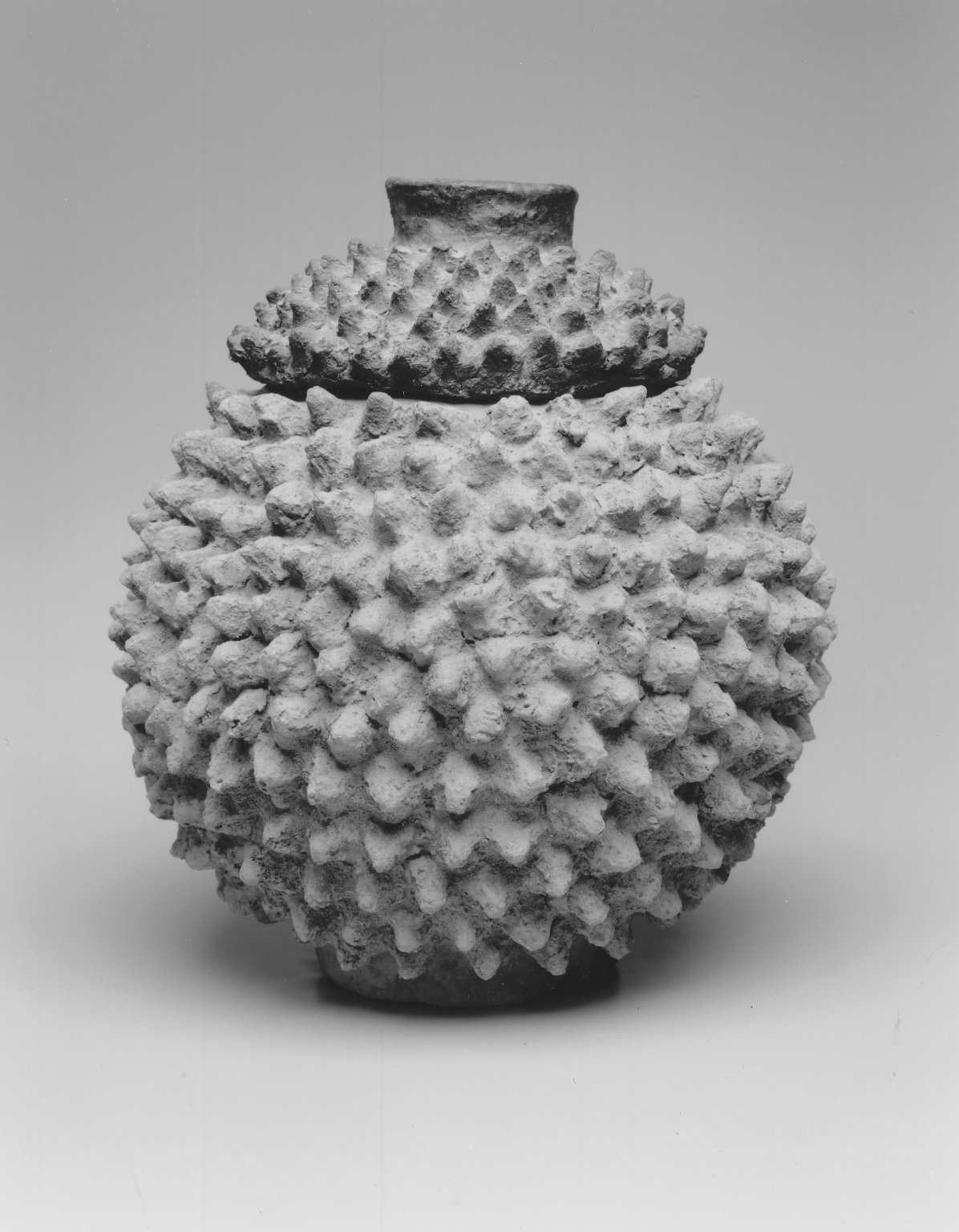
Vorratsbehälter der Lobi aus dem Brooklyn Museum

Seit den 1970er Jahren wurde im Westen zunehmend das künstlerische Schaffen der Lobi bekannt. Verschiedene Forscher untersuchten die Kunst der Lobi in den Ursprungsländern. Gleichzeitig befassten sich Sammler, Liebhaber, Ethnologen und Kunsthistoriker in Europa und den USA mit in Sammlungen befindlichen Objekten dieser Kultur. Dadurch erhielt diese in Museen und bei Privatsammlern bisher kaum beachtete Ethnie eine größere Aufmerksamkeit, deren Höhepunkt die Rekonstruktion des Schreines von Tyohepte Pale im Musée du quai Branly in Paris darstellt. In Deutschland gab es bisher zwei temporäre Ausstellungen in öffentlichen Museen, die sich explizit mit den Skulpturen der Lobi befassten: 2011/12 im Skulpturenmuseum Glaskasten in Marl und 2016 im Museum der städtischen Sammlungen im Zeughaus in der Lutherstadt Wittenberg. Als Besonderheit der Kunst der Lobi gilt die Identifizierbarkeit individueller Schnitzer und Werkstätten. Diese Besonderheit, welche die Lobi von vielen anderen Ethnien Afrikas unterscheidet, stand im Fokus dieser beiden Ausstellungen und kam explizit im Titel der Wittenberger Ausstellung „Die Entdeckung des Individuums“ zur Geltung. Der für die Skulpturen der Lobi signifikante Individualismus hat seinen Ursprung in deren akephaler Gesellschaftsordnung.